# Abdallah Ben Barek
Pour les articles homonymes, voir Antaki.
Abdallah Ben Barek El Antaki est un footballeur puis entraîneur de football marocain. Il est né le 2 février 1937. Antaki a commencé sa carrière avec le stade marocain avant d'aller en Espagne à Grenade CF où il a joué deux saisons avant de signer à CD Málaga, où il a passé 12 années, jouant parallèlement avec l'équipe nationale marocaine le match historique contre l'Espagne où il a marqué à Madrid.
Après sa retraite il a commencé à entraîner en Espagne l'équipe de Malaga de toutes catégories et autres clubs en Espagne comme Murcie ensuite il est revenu au Maroc pour entraîner l'équipe des jeunes pendant 4 ans. Aujourd'hui il est le premier responsable de l'école de Malaga.